# رومان فوروبي
رومان فوروبي (بالأوكرانية: Воробей Роман Валентинович)‏ هو لاعب كرة قدم أوكراني في مركز الوسط، ولد في 22 فبراير 1994 في تشرنيغوف في أوكرانيا. لعب مع نادي بلشينا بوبرويسك ونادي سلافيا-موزير.

## وصلات خارجية
- رومان فوروبي على موقع اتحاد أوكرانيا (الإنجليزية)
- رومان فوروبي على موقع قاعدة بيانات كرة القدم.إي يو (الإنجليزية)
- رومان فوروبي على موقع Soccerway.com (الإنجليزية)